# Чешев, Юрий Сергеевич
Юрий Сергеевич Чешев (26 июня 1986, Волгоград, СССР) — российский ватерполист, мастер спорта России, защитник; тренер.
Чемпион России (2010, 2011, 2012, 2014, 2015, 2016, 2017). Обладатель Кубка России (2007, 2009, 2012, 2013, 2015, 2017). Серебряный (2005, 2009, 2018) и бронзовый (2007, 2008) призёр Чемпионата России. Член национальной сборной России. Серебряный призёр Универсиады в Китае. 
Выступал за команду «Спартак» (Волгоград) с 2004 по 2018 год. После завершения карьеры стал тренером команды.